# 楚克·薩克瑞科
楚克·薩克瑞科（1981年3月15日—）是一名出身於泰國清邁的電影編劇以及導演。

## 作品

### 電影
- 《The Passenger of Li》
- 2004年《Pisaj》（Evil）
- 2006年《13 駭人遊戲》（13 Beloved）
- 2007年《愛在暹邏》（The Love of Siam）
- 2008年《愛4狂潮》（4 Romances）
- 2012年《拥抱幸福，拥抱爱》（Home）
- 2013年《痞客青春》（Grean Fictions）
- 2019年《Dew這一次不再錯過你》（Dew,Let’s go together）

### 電視劇
- 2020年《亡者之謎》（Manner of Death）
- 2022年《分診處》（Triage）

### 劇本
- 2006年《13 駭人遊戲》（13 Beloved）
- 2007年《鬼肢解》（Body#19）
- 2007年《愛在暹邏》（The Love of Siam）
- 2008年《致命巧克力》（Chocolate）
- 2008年《愛4狂潮》（4 Romances）
- 2012年《拥抱幸福，拥抱爱》（Home）
- 2013年《痞客青春》（Grean Fictions）

## 外部連結
- Chookiat Sakveerakul在互联网电影资料库（IMDb）上的資料（英文）